# Fuente de Cibeles (Città del Messico)

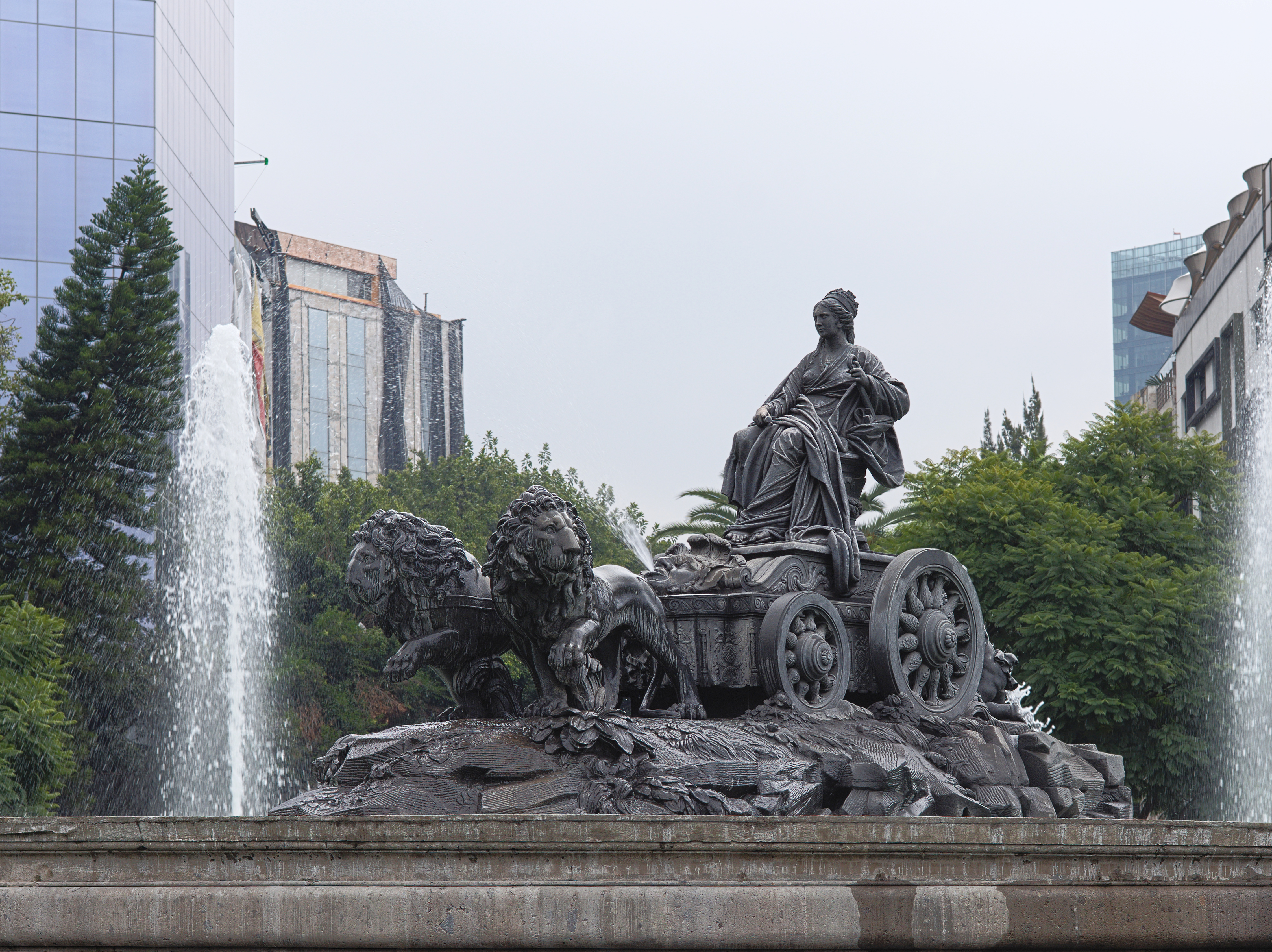
Fuente de Cibeles, Città del Messico.

La Fuente de Cibeles (fontana di Cibele) si trova in Plaza Villa de Madrid e Avenida Oaxaca, a due isolati dalla stazione di metropolitana "Insurgentes", a Città del Messico.
È l'esatta copia della Fuente de Cibeles situata nella Plaza de Cibeles a Madrid. L'originale fu realizzata per volere di Carlo III dall'architetto Ventura Rordiguez e gli scultori Francisco Gutierrez e Roberto Michel tra il 1777 e il 1792.
La copia venne inaugurata il 5 settembre 1980 dal presidente Josè Lopez Portillo, dal Sindaco di Madrid Enrique Tierno Galvan e dal Sindaco di Città del Messico Carlos Hank González. Il gruppo scultoreo è lungo circa 12,5 metri, largo 4,7 e alto 5,5, per un peso complessivo di 12 tonnellate. Questa copia venne donata dalla comunità di residenti spagnoli in Messico. Si eresse come simbolo di fratellanza tra le due metropoli.